# Thiago Schmidt Silveira
Thiago Schmidt Silveira, mais conhecido como Thiago, também conhecido no futebol catarinense como Thiago Bambam (Palhoça, 10 de Março de 1984), é um futebolista brasileiro que atua como goleiro. Atualmente, está sem clube.

## Carreira
Bam Bam iniciou nas categorias de base do Avaí Futebol Clube no dia 1º de fevereiro de 1999. Conquistou alguns títulos na base do clube e ingressou ao time principal em 2004. Em 2005, passou, por empréstimo no Guarani, retornando ao Avaí no ano seguinte.
No dia 14 de agosto de 2007, acertou sua transferência para Belenenses, de Portugal.
No início de 2008 regressou ao futebol brasileiro para representar o Duque de Caxias, tendo regressado ao Belenenses novamente no início da época 2008/2009.
Não se tendo imposto, nem jogado com regularidade, no início da segunda metade da época foi emprestado ao Clube Desportivo Feirense.
No final da época 2008/2009 rescindiu o contrato que o ligava ao Belenenses.
No ano de 2010, foi anunciado como reforço do Grêmio Prudente para a disputa da Copa Paulista. Ao final da temporada, foi dispensado.
Em 2011, foi contratado pelo Boavista-RJ para a disputa do Campeonato Estadual. Em junho de 2011, Thiago foi emprestado para o Duque de Caxias.
Para a temporada de 2012, acertou com o América de Natal para a disputa da Série B do Campeonato Brasileiro. Ao fim da temporada, o Mecão não conseguiu o acesso à Série A e Thiago retornou ao Boavista para a disputa do Campeonato Carioca.

## Títulos
Avaí
- Campeão Catarinense Infantil: 1999
- Campeão Catarinense Júnior: 2001, 2003